# Тринле Тхае Дордже
Тринле Тхае Дордже (родился 6 мая, 1983, в городе Лхаса, Тибет) согласно традиции Кагью признан в качестве Семнадцатого Кармапы частью членов общины Карма Кагью, возглавляемой Шамаром Ринпоче, как глава линии Карма Кагью, одной из четырёх школ тибетского буддизма. Частью высших лам в иерархии Карма Кагью в качестве 17-го Кармапы признан Ургьен Тринле Дордже.

## Биография
Тринле Тхае Дордже – сын Мипама Ринпоче, по преданию являющегося перерождением высокого ламы школы Ньингма, и Дечен Вангмо, дочери из благородной семьи, происходящей от Гесера, короля Линга. В возрасте шести месяцев мальчик стал говорить людям, что он Кармапа.
В 1988 году, увидев во сне этого мальчика, Шамар Ринпоче тайно посетил Лхасу чтобы выяснить, является ли Тхае Дордже перерождением Кармапы. В марте 1994 Тхае Дордже и его семья бежали из Тибета в Непал, а затем в Индию, где Шамар Ринпоче официально признал его Кармапой XVII. В 1994 году в Международном Буддийском Институте Кармапы (KIBI), в Нью-Дели, Индия, Тхае Дордже был интронизирован Шамаром Ринпоче XIV  как Гьялва Кармапа XVII.

### Восточное и западное образование
Впоследствии Тхае Дордже начал интенсивное традиционное обучение в монастыре. Он получил обучение и передачу по Буддийской философии и практике от лучших тибетских и индийских мастеров. Его учителями являются Шамар Ринпоче  XIV, профессор Семпа Дордже и Кхенпо Чодрак Тенпел. В результате обучения Тхае Дордже был интронизирован как Видьядхара (Держатель Знания) Шамаром XIV в декабре 2003 года, в KIBI (Karmapa International Buddhist Institute).
Наряду с традиционным буддистским обучением Тхае Дордже получил также современное западное образование от английских и австралийских преподавателей и интенсивное обучение по западной философии от профессора Харрисона Пембертона из Университета Вашингтона и Ли.
В настоящее время Тхае Дордже живёт в Калимпонге, в Индии, где он продолжает полное традиционное образование, необходимое для носителя титула Кармапы. 17 мая 2006 года Благотворительный Фонд Кармапы (Karmapa Charitable Trust) официально назначил Тхае Дордже законным и административным преемником Кармапы XVI Рангджунга Ригпе Дордже. На этих основаниях, согласно позиции Фонда, он может пользоваться монастырем Румтек в Сиккиме. В связи с тем, что судебное разбирательство о передаче собственности ещё не закончено, штаб-квартира Кармапы Тхае Дордже по-прежнему находится в Калимпонге.

### Отказ от монашества
29 марта 2017 канцелярия Кармапы выпустила заявление, в котором было сказано об его отказе от монашеского образа жизни. В заявлении было указано, что Тринле Тхае в ходе частной церемонии женился 25 марта на 36-летней Ринчен Янгзом. Церемония состоялась в Нью-Дели. Также, согласно данному заявлению, Тринле Тае Дордже будет продолжать исполнять обязанности Кармапы, но с рядом ограничений. У пары родился сын 11 августа 2018 года во Франции, недалеко от главной европейской резиденции Кармапы.